# Xian aTunde Adjuah

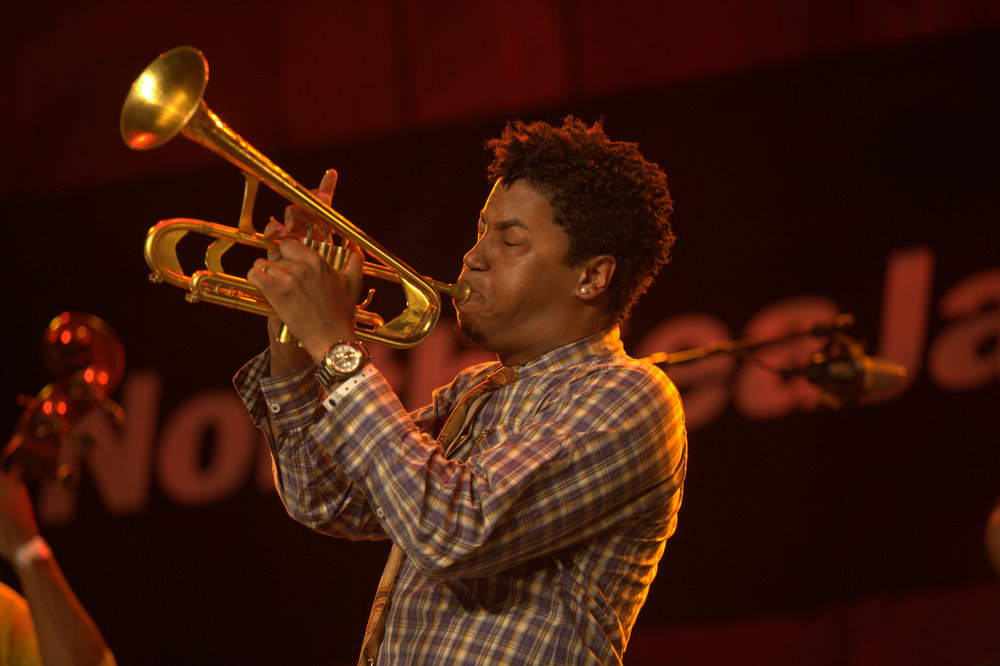
Christian Scott im Jahr 2009

Xian aTunde Adjuah (* 31. März 1983 in New Orleans, USA, als Christian Scott) ist ein US-amerikanischer Jazzmusiker, Trompeter, Komponist und Bandleader. Lange benutzte er den Namenszusatz Christian Scott aTunde Adjuah. 2023 änderte er seinen Namen offiziell in Xian aTunde Adjuah.

## Werdegang
Seine musikalische Ausbildung erhielt Scott am New Orleans Center for the Creative Arts. Im Alter von zwölf Jahren bekam er sein erstes Blechblasinstrument geschenkt. Bereits als 16-Jähriger durfte Scott in der Band seines Onkels Donald Harrison mitspielen. Zwei Jahre später begleitete er Harrison auf dessen Album Real Life Stories (2002). Scott absolvierte sein Studium am Berklee College of Music in Boston (US-Bundesstaat Massachusetts) in der Hälfte der dafür üblichen Zeit. Seinen ersten eigenen Auftritt hatte er auf dem kalifornischen Monterey Jazz Festival im Jahr 2004, seine Begleitband war damals die Best-of-Band der Schule. Nach Abschluss der Highschool wählte Scott New York City als seine Wahlheimat.
Sein erstes Album als Bandleader, Rewind That, veröffentlichte Scott im Jahr 2006. Darauf komponierte er neun von elf Songs selbst. Ein Jahr später wirkte er auf Prince’ Album Planet Earth bei einigen Songs mit. Der Hip-Hop-Musiker Mos Def und Randy Jackson holten Scott als Gastmusiker für Live-Konzerte. Jackson sagte über Scott: „Durch die Art, wie er die Grenzen des Machbaren verschiebt, verkörpert er genau das, was wir alle immer an Miles Davis liebten.“ Von Steven Soderbergh wurde Scott gebeten, in dem Film Ein verlockendes Spiel (2008) eine kleine Rolle neben George Clooney und Renée Zellweger zu übernehmen. Als seinen wichtigsten Einfluss gibt Scott Miles Davis an, vor allem dessen konsequente Entscheidung, nur noch die Quintessenz seiner musikalischen Gedanken durchzulassen.
Sein zweites Solo-Album Anthem (2007) widmete Scott seiner vom Hurrikan Katrina verwüsteten Heimatstadt New Orleans; die Songs des Albums heißen beispielsweise Litany Against Fear, Antediluvian Adaptian (Vor der großen Flut) oder The Uprising. Das älteste Mitglied seiner damaligen Begleitband war 26 Jahre alt. Marcus Gilmore, der Enkel des Jazz-Schlagzeugers Roy Haynes, übernahm das Schlagzeugspiel. Am Klavier wirkte Aaron Parks mit. Weitere Bandmitglieder sind Gitarrist Matt Stevens, Walter Smith III und Bassist Luques Curtis. Ferner spielten auf dem Album Anthem der Altsaxophonist Louis Fouché und Esperanza Spalding mit. Zudem gastierte der Rapper Brother J auf dem Bonus-Track Postdiluvial Adaptation. Scott öffnet seine Musik für zeitgenössische Fusion-Elemente aus Musikstilen, die er selber hört und wertschätzt.
Scotts drittes Album Live at Newport (2009) ist ein Live-Mitschnitt vom Newport Jazz Festival aus dem Jahr 2008. Es handelt sich um eine Referenz auf ein Konzert von Miles Davis, das 50 Jahre zuvor am selben Ort stattfand.

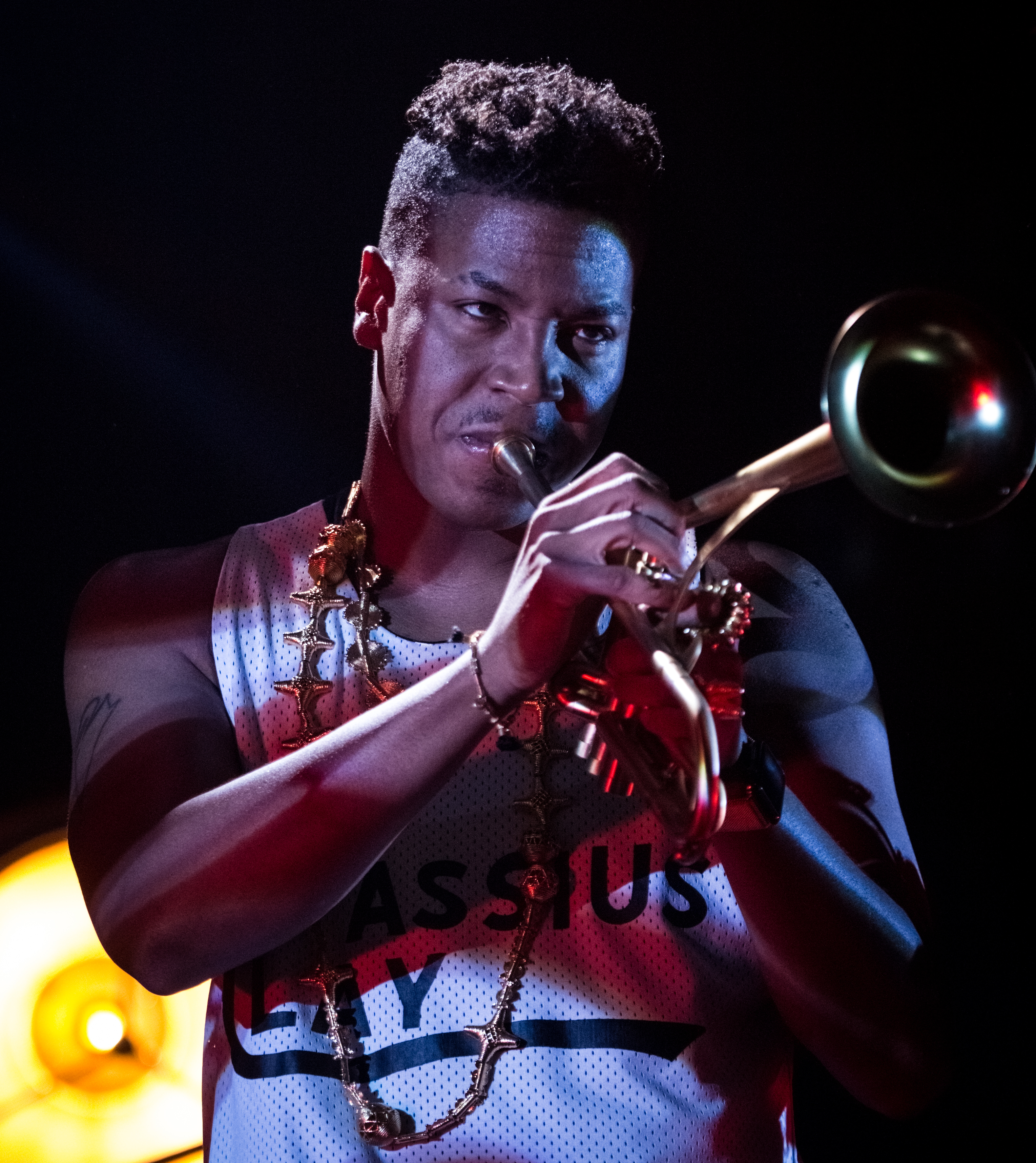
Christian Scott live bei den Leverkusener Jazztagen 2016

Die CD Yesterday You Said Tomorrow von 2010 huldigt in Form und Inhalt ausdrücklich Scotts Vorbildern aus den 1960ern; er nennt das John Coltrane Quartet, Miles Davis’ zweites Quintett, Bob Dylan, Jimi Hendrix und Charles Mingus. Produziert wurde das Album in dem Tonstudio von Rudy Van Gelder.
2012 veröffentlichte er mit Christian Atunde Adjuah ein Doppel-Album. Wie ein Maler nimmt er seine Musik auseinander und setzt sie verallgemeinert in einer Form, die viele neue Perspektiven zeigt, wieder zusammen. Er nennt seine Musik, die immer auf akustischen Erzählungen bereit, nun Stretch Music (so auch der Titel seines Albums von 2015). Damit bezeichnet Scott auch eine „Genreverschmelzung, die ausgehend von moderner Jazzstilistik großzügig Rockdynamik, Funk-Riffs, Soul-Voicings und Pop-Anklänge verwebt.“ Mit ihr geht es Scott um eine einzelne Erzählweise, sondern um den „Reichtum der Narrative“, darum „dass alle Ausdrucksformen im Sound gültig sind, so wie alle Menschen es sind. Das Ziel ist es, die Menschen in einem gemeinsamen Verständnis zu verbinden, anstatt sie durch Definitionen zu trennen.“ Auf seinen letzten Alben hat er auch ausgiebig aus lateinamerikanischen und afrikanischen Traditionen sowie aus Idiomen der elektronischen Tanzmusik geschöpft.

## Preise und Auszeichnungen
Im Jahr 2010 erhielt aTunde Adjuah den Paul Acket Award auf dem North Sea Jazz Festival. Seine Alben Rewind That, The Emancipation Procrastination, Ancestral Recall und Axiom sowie 2021 die Interpretation des Songs „Sackodougou“ (mit Weedie Braimah und Cory Henry) wurden für einen Grammy nominiert. Sein Album Bark Out Thunder Roar Out Lightning kam auf den ersten Platz der Jahresbestenliste 2023 der New York Times.

## Diskografische Hinweise
- Rewind That (2006)
- Anthem (2007)
- Live at Newport (2009)
- Yesterday You Said Tomorrow (2010)
- Christian aTunde Adujah (2012)
- Stretch Music (2015)
- Diaspora (2017)
- Centennial Trilogy (Ropeadope Records, 2017)
- Ancestral Recall (Ropeadope Records, 2019)
- Axiom (Stretch Music/Ropeadope, 2020)
- Bark Out Thunder Roar Out Lightning (Ropeadope, 2023)